# مایکه هد
مایکه هد (انگلیسی: Maaike Head؛ زادهٔ ۱۱ سپتامبر ۱۹۸۳) قایقران روئینگ اهل هلند است.
وی در مسابقات کشوری و بین‌المللی در مجموع برندهٔ ۴ مدال طلا شده‌است.